# Pavlos Fissas
Pavlos Fissas, més conegut pel nom artístic de Killah P, (Perama, 10 d'abril de 1979 - Atenes, 18 de setembre de 2013) fou un raper grec, assassinat a mans de l'extrema dreta per la seva vinculació amb l'antifeixisme.
Fissas era conegut a Grècia per les seves cançons de caràcter antifeixista, essent força popular entre els col·lectius d'esquerres del país. El 18 de setembre de 2013, segons va informar l'ajuntament d'Atenes, el cantant va ser assaltat per un grup de 20 persones d'extrema dreta al barri de Keratsini. Pavlos va patir dues punyalades i va ser declarat mort a l'hospital.
En un primer moment, tot i les acusacions del grup anticapitalista Antarsya, que acusava directament el grup Alba Daurada dels fets, el partit de caràcter neonazi va negar tota implicació. Això no obstant, la policia va acabar detenint el presumpte agressor, Yorgos Rupakiás, un home de 45 anys pertanyent a Alba Daurada, després d'escorcollar diverses oficines de la formació d'extrema dreta. El detingut va admetre haver apunyalat el raper, segons fonts policials.
El 4 d'octubre de 2013 un militar grec, pretesament militant d'Alba Daurada, es lliurà a la policia després de ser declarat en crida i cerca per la seva presumpta implicació en l'assassinat.
El 14 d'octubre de 2020, en una sentència històrica, la justícia grega va condemnar l'autor material de l'assassinat, Yorgos Rupakiás, a cadena perpètua, i tota la cúpula del partit Alba Daurada a tretze anys de presó, per pertinença a organització criminal.

## Repercussions
Amb motiu de la mort de Fissas, Grècia va reobrir el debat sobre la il·legalització d'Alba Daurada, apartat de la primera plana nacional durant un temps.
D'altra banda, després de l'assassinat de Fissas, aquella mateixa nit, es van convocar manifestacions al barri de Keratsini, on unes hores abans havia mort el cantant, arribant a congregar-se 15.000 persones. Diverses marxes d'antifeixistes van enfrontar-se amb la policia, que protegia les seus d'Alba Daurada, no només a Atenes, sinó també a Salònica, Unitat perifèrica de Làrissa, Xanthi, Komotini i Khanià -illa de Creta-.
Com a resposta al crim, la Xarxa d'Antifeixistes Grecs organitzà una concentració de rebuig a l'assassinat pel 18 de setembre a la Plaça de Catalunya (Barcelona), en la que s'aplegaren al voltant de 150 persones.